# Río Coatzacoalcos
El río Coatzacoalcos es un río de la vertiente del golfo de México, que nace en la Sierra de Niltepec o Sierra Atravesada, en el estado de Oaxaca, en la región del istmo de Tehuantepec. Es un río abundante, que alimenta principalmente el sur del estado de Veracruz.
Es el tercero en importancia del país por su caudal y tiene el título del río más contaminado de México; a su paso, se asienta la zona más industrializada de Veracruz: Coatzacoalcos-Minatitlán.[cita requerida]

## Geografía
Forma parte de la región hidrológica número 99, en la llanura costera del golfo de México. La cuenca tiene un área calculada en 23.956 km², que representa el 1,2% de la superficie total de México y comprende territorialmente 32 municipios (9 del estado de Oaxaca y 23 de Veracruz). El uso de suelo de nacimiento del río Coatzacoalcos es de vegetación dominante de matorrales y vegetación secundaria; a la altura de Minatitlán, hay pastizales abundantes y cultivos de temporal; la zona baja se extiende en terrenos planos y da lugar a la formación de numerosos meandros, lagunetas y esteros hacia la desembocadura.
El río Coatzacoalcos tiene 325 km de longitud y drena una cuenca de 17.369 km². Discurre en dirección oeste y en su recorrido recoge las aguas de los ríos Jaltepec, Chalchijalpa, Chiquito, Uxpanapa y Calzadas; dos terceras partes de su longitud son navegables. El río Coatzacoalcos desemboca en el punto más austral del golfo de México, junto a la población y al puerto que llevan su nombre.

## El puerto
Coatzacoalcos es un puerto comercial e industrial que ofrece la oportunidad de operar un corredor de transporte para tráfico internacional de mercancías. El sitio constituye la base para el desarrollo de actividades industriales, agropecuarias, forestales y comerciales en la región del Istmo de Tehuantepec; por el volumen de su carga, es considerado el tercer puerto más importante del golfo de México.[cita requerida]

## Leyenda
Cuenta la leyenda que un día Quetzalcóatl navegó el río hasta perderse en el horizonte.